# Светско првенство у атлетици на отвореном 2023 — штафета 4 × 400 метара за мушкарце
Трка штафета 4 х 400 метара у мушкој конкуренцији на 19. Светском првенству у атлетици 2023. одржано је у Будимпешти (Мађарска) у Националном атлетском центру 26. и 27. августа 2023. године.
Титулу светских првака из Јуџина 2022. одбранила је штафета САД.

## Земље учеснице
Учествовали су 68 атлетичарa из 17 земаља.
1. Белгија (4)
2. Боцвана (4)
3. Индија (4)
4. Италија (5)
5. Јамајка (6)
6. Јапан (4)
7. Кенија (4)
8. Мађарска (4)
9. Немачка (4)
10. САД (7)
11. Тринидад и Тобаго (4)
12. Уједињено Краљевство (4)
13. Француска (4)
14. Холандија (5)
15. Чешка (4)
16. Шпанија (4)
17. Шри Ланка (4)

## Освајачи медаља
|                                                                   |                                                               |                                                                                     |
| САД · Квинси Хол · Вернон Норвуд · Џастин Робинсон · Раи Бенџамин | Француска · Лидви Ваљан · Жил Бирон · Давид Сомбе · Тео Андан | Уједињено Краљевство · Алекс Хејдок-Вилсон · Чарли Добсон · Lewis Davey · Рио Мичам |

## Рекорди
Рекорди у штафети 4х400 метара за мушкарце пре почетка светског првенства 19. августа 2023. године:
| Рекорди пре почетка Светског првенства 2023.  | Рекорди пре почетка Светског првенства 2023.                                          | Рекорди пре почетка Светског првенства 2023. | Рекорди пре почетка Светског првенства 2023. | Рекорди пре почетка Светског првенства 2023. |
| --------------------------------------------- | ------------------------------------------------------------------------------------- | -------------------------------------------- | -------------------------------------------- | -------------------------------------------- |
| Олимпијски рекорди                            | Сједињене Државе · (Лашон Мерит, Анџело Тејлор, Дејвид Невил, Џереми Воринер)         | 2:55,39                                      | Пекинг, Кина                                 | 23. август 2008.                             |
| Светски рекорд                                | Сједињене Државе · (Ендру Валмон, Квинси Вотс, Бач Рејнолдс, Мајкл Џонсон)            | 2:54,29                                      | Штутгарт, Немачка                            | 22. август 1993.                             |
| Рекорд светских првенстава                    | Сједињене Државе · (Ендру Валмон, Квинси Вотс, Бач Рејнолдс, Мајкл Џонсон)            | 2:54,29                                      | Штутгарт, Немачка                            | 22. август 1993.                             |
| Најбољи светски резултат сезоне               | Флорида (Емануел Бамиделе, Џејкори Патерсон, Jevaughn Powell, Ryan Willie)            | 2:57,74                                      | Остин, САД                                   | 9. јун 2023.                                 |
| Европски рекорд                               | Велика Британија · (Ајван Томас, Марк Ричардсон, Џејми Баулч, Роџер Блек)             | 2:56,60                                      | Атланта, САД                                 | 3. август 1996.                              |
| Северноамерички рекорд                        | Сједињене Државе · (Ендру Валмон, Квинси Вотс, Бач Рејнолдс, Мајкл Џонсон)            | 2:54,29                                      | Штутгарт, Немачка                            | 22. август 1993.                             |
| Јужноамерички рекорд                          | Бразил · (Еронилде де Араужо, Клеверсон да Силва, Клодине да Силва, Сандерлеи Парела) | 2:58,56                                      | Винипег, Канада                              | 30. јул 1999.                                |
| Афрички рекорд                                | Боцвана · (Исак Маквала, Баболоки Тебе, Зибане Нгози, Бајапо Ндори)                   | 2:57,27                                      | Токио, Јапан                                 | 7. август 2021.                              |
| Азијски рекорд                                | Јапан · (Фуга Сато, Ноах Нирмал Том, Julian Jrummi Walsh, Јуки Џозеф Накаџима)        | 2:59,51                                      | Јуџин, САД                                   | 24. јул 2022.                                |
| Океанијски рекорд                             | Аустралија · (Брус Фрејн, Гери Минихан, Рик Мичел, Дарин Кларк)                       | 2:59,70                                      | Лос Анђелес, САД                             | 11. август 1984.                             |
| Рекорди остварени на Светском првенству 2023. |                                                                                       |                                              |                                              |                                              |
| Најбољи светски резултат сезоне               | Сједињене Државе · (Квинси Хол, Вернон Норвуд, Џастин Робинсон, Раи Беџамин)          | 2:57,31                                      | Будимпешта, Мађарска                         | 27. август 2023.                             |
| Азијски рекорд                                | Индија · (Мухамед Анас Јахија, Амој Јакоб, Мухамед Аџмал Варијатоди, Раџеш Рамеш)     | 2:59,05                                      | Будимпешта, Мађарска                         | 26. август 2023.                             |

## Критеријум квалификација
12 штафета се квалификовало као финалисти Светског првенства у такмичењу штафета 2022. године а 4 се пласирало на основу најбољих резултата постигнутим између 31. јула 2022. и 30. јула 2023. године.

## Сатница
| Датум            | Време | Коло          |
| ---------------- | ----- | ------------- |
| 26. август 2023. | 19:30 | Квалификације |
| 27. август 2023. | 21:37 | Финале        |

## Резултати

### Квалификације
Такмичење је одржано 26. августа 2023. године. У квалификацијама су учествовале 17 екипа, подељене у 2 групе. У финале су се пласирале по 3 првопласиране из група (КВ) и 2 на основу постигнутог резултата (кв).,,,,,
| Групе         | 1     | 2     |
| ------------- | ----- | ----- |
| Стартно време | 19:30 | 19:42 |

| Поз. | Група | Штафета              | Атлетичари                                                                  | НР      | Време         | Белешка     |
| ---- | ----- | -------------------- | --------------------------------------------------------------------------- | ------- | ------------- | ----------- |
| 1.   | 1     | САД                  | Тревор Басит, Метју Болинг, Кристофер Бејли, Џастин Робинсон                | 2:54,29 | 2:58,47       | КВ          |
| 2.   | 1     | Индија               | Мухамед Анас Јахија, Амој Јакоб, Мухамед Ајмал Варијатоди, Раџеш Рамеш      | 3:00,25 | 2:59,05       | КВ, АЗР, НР |
| 3.   | 1     | Уједињено Краљевство | Lewis Davey, Чарли Добсон, Рио Мичам, Алекс Хејдок-Вилсон                   | 2:56,60 | 2:59,42(.412) | КВ, НРС     |
| 4.   | 1     | Боцвана              | Зибан Нгози, Баболоки Тебе, Лаоне Дитшетело, Leungo Scotch                  | 2:57,27 | 2:59,42(.420) | кв, НРС     |
| 5.   | 2     | Јамајка              | Рашин Макдоналд, Џевон Пауел, Zandrion Barnes, Д'Андре Андерсон             | 2:56,75 | 2:59,82       | КВ, НРС     |
| 6.   | 2     | Француска            | Лидви Ваљан, Лоис Превот, Давид Сомбе, Тео Андан                            | 2:58,96 | 3:00,05       | КВ, НРС     |
| 7.   | 2     | Италија              | Давиде Ре, Едоардо Скоти, Лоренцо Бенати, Алесандро Сибилијо                | 2:58,81 | 3:00,14       | КВ, НРС     |
| 8.   | 2     | Холандија            | Лимарвин Боневасија, Теренс Агард, Рамсеј Ангела, Исаја Клајн Икинк         | 2:57,18 | 3:00,23       | кв, НРС     |
| 9.   | 2     | Белгија              | Жилијен Ватрен, Дилан Борле, Робин Вандербемден, Александар Дом             | 2:57,88 | 3:00,33       | НРС         |
| 10.  | 1     | Јапан                | Наохиро Џинуши, Фуга Сато, Кентаро Сато, Јуки Џозеф Накаџима                | 3:00,76 | 3:00,39       | НРС         |
| 11.  | 2     | Немачка              | Jean Paul Bredau, Марвин Шлегел, Марк Кох, Мануел Сандерс                   | 2:59,86 | 3:00,67       | НРС         |
| 12.  | 1     | Чешка                | Матеј Крчек, Павел Маслак, Вит Милер, Патрик Шорм                           | 3:01,63 | 3:00,99       | НР          |
| 13.  | 2     | Кенија               | Кенеди Кимеу Мутоки, Заблон Екхал Еквам, Келвин Сане Таута, Виклајф Кињамал | 2:59,63 | 3:01,41       | НРС         |
| 14.  | 1     | Тринидад и Тобаго    | Рени Куов, Аса Гевара, Шаким Мекеј, Џерим Ричардс                           | 2:58,12 | 3:01,54       | НРС         |
| 15.  | 1     | Шпанија              | Инаки Канал, Самуел Гарсија, Бернат Ерта, Оскар Усиљос                      | 3:00,54 | 3:02,64       | НРС         |
| 16.  | 1     | Мађарска             | Ерне Стеигервалд, Золтан Вахл, Арпад Ковач, Атила Молнар                    | 3:03,64 | 3:02,65       | НР          |
| 17.  | 2     | Шри Ланка            | Аруна Даршан, Рајита Нерањан Рајкаруна, Пабасара Нику, Калинга Кумараге     | 3:01,56 | 3:03,25       |             |

### Финале
Такмичење је одржано 27. августа 2023. године са почетком у 21:37 часова.,,,
| Пласман | Штафета              | Атлетичари                                                             | Време   | Белешке |
| ------- | -------------------- | ---------------------------------------------------------------------- | ------- | ------- |
|         | САД                  | Квинси Хол, Вернон Норвуд, Џастин Робинсон, Раи Бенџамин               | 2:57,31 | СРС     |
|         | Француска            | Лидви Ваљан, Жил Бирон, Давид Сомбе, Тео Андан                         | 2:58,45 | НР      |
|         | Уједињено Краљевство | Алекс Хејдок-Вилсон, Чарли Добсон, Lewis Davey, Рио Мичам              | 2:58,71 | НРС     |
| 4.      | Јамајка              | Рашин Макдоналд, Нејтон Ален, Zandrion Barnes, Антонио Вотсон          | 2:59,34 | НРС     |
| 5.      | Индија               | Мухамед Анас Јахија, Амој Јакоб, Мухамед Ајмал Варијатоди, Раџеш Рамеш | 2:59,92 |         |
| 6.      | Холандија            | Исаја Бурс, Теренс Агард, Рамсеј Ангела, Исаја Клајн Икинк             | 3:00,40 |         |
| 7.      | Италија              | Едоардо Скоти, Рикардо Мели, Лоренцо Бенати, Давиде Ре                 | 3:01,23 |         |
| —       | Боцвана              | Зибан Нгози, Баболоки Тебе, Лаоне Дитшетело, Leungo Scotch             | Диск.   |         |